# Günther Reindorff

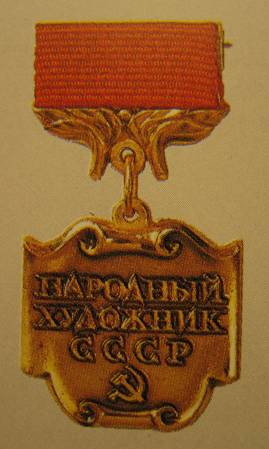
Artista del pueblo de la URSS.

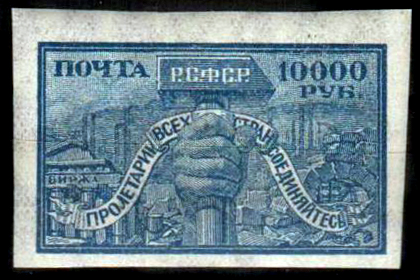
Sello postal diseñada por G. Reindorff. RSFS de Rusia, 1922.

Günther-Friedrich Reindorff (26 de enero de 1899, San Petersburgo – 14 de marzo de 1974, Tallin) – gráfico estonio, ilustrador de libros, Artista del pueblo de la URSS (1969), miembro correspondiente de las Academia de Bellas Artes (1958). Autor de piezas de papel moneda y sellos postales.